# Kościół Świętych Małgorzaty i Katarzyny w Kętach
Kościół Świętych Małgorzaty i Katarzyny w Kętach – kościół parafialny parafii Świętych Małgorzaty i Katarzyny w Kętach, najstarszej budowli w mieście. Barokowy kościół zbudowany w latach 1657-1685, powstały w miejscu dawniejszej drewnianej świątyni z XIII wieku. W jego bezpośrednim otoczeniu znajduje się kościół pw. św. Jana Kantego.

## Historia
Pierwszym kościołem parafialnym Kęt był istniejący w miejscu dzisiejszej świątyni kościół drewniany z XIII wieku, który w XIV wieku zastąpiono budowlą murowaną. Ten drugi z kolei kościół został zniszczony w czasie potopu szwedzkiego w 1657, a do roku 1685 został odbudowany w stylu barokowym. Do odbudowy wykorzystano część murów wcześniejszego kościoła.
Pod koniec XVIII wieku niszczeniu uległa część sklepienia głównej nawy kościoła ponad wejściem głównym. W czasie remontu po tych zniszczeniach dobudowano od strony zachodniej (frontowej) kościelną wieżę o wysokości 40 m. Początkowo była ona zakończona drewnianą konstrukcją, którą w roku 1910 wymieniono na neobarokowy hełm kryty blachą miedzianą według projektu architekta K. Wyczyńskiego.